# Carl von Dieskau (Hofmarschall)
Carl von Dieskau, zeitgenössisch meist von Dießkau, († 1680) war Hofmarschall des Herzogs von Sachsen-Merseburg und Rittergutsbesitzer. Er besaß das Rittergut Kreypau.

## Leben
Er stammte aus der sächsischen Adelsfamilie von Dieskau und war als Der Schneeweiße seit 1655 Mitglied der Fruchtbringenden Gesellschaft.